# Whiteman Creek
Whiteman Creek är ett vattendrag i Kanada.   Det ligger i provinsen British Columbia, i den södra delen av landet, 3 300 km väster om huvudstaden Ottawa.
I omgivningarna runt Whiteman Creek växer i huvudsak barrskog. Runt Whiteman Creek är det ganska glesbefolkat, med 34 invånare per kvadratkilometer.